# ميتساهاليتوس
شركة ميتساهاليتوس ( السويدية: Forststyrelsen ، السامي الشمالية: Meahciráđđehus ) "إدارة الغابات الفنلندية" هي مؤسسة مملوكة للدولة في فنلندا .
وتتمثل مهمتها الرئيسية في إدارة المتنزهات والحياة البرية في فنلندا لإدارة معظم المناطق المحمية في فنلندا والغابات لتزويد صناعة الغابات في البلاد بالخشب. توظف شركة ميتساهاليتوس ما يقرب من 1200 شخص. تدير الشركة حوالي 120,000 كيلومتر مربع (46,000 ميل2) من الأراضي والمياه المملوكة للدولة، وهو ما يمثل حوالي 35% من إجمالي مساحة فنلندا. وتنقسم مهامها إلى أنشطة تجارية وواجبات إدارية عامة. تم إنشاء وحدات أعمال منفصلة لأنشطة مختلفة.

## أنظر أيضاً
- منزل بيلكي
- العنصرية البيئية في أوروبا

## روابط خارجية
- الموقع الرسمي
- Official website of the National Parks in Finland